# Kasteel van Koleč
Het Kasteel van Koleč  (Tsjechisch: Zámek Koleč) is een voormalig kasteel in barokstijl in de Tsjechische plaats Koleč. Sinds 2016 is er in het kasteel een bĳenmuseum gevestigd.

## Geschiedenis

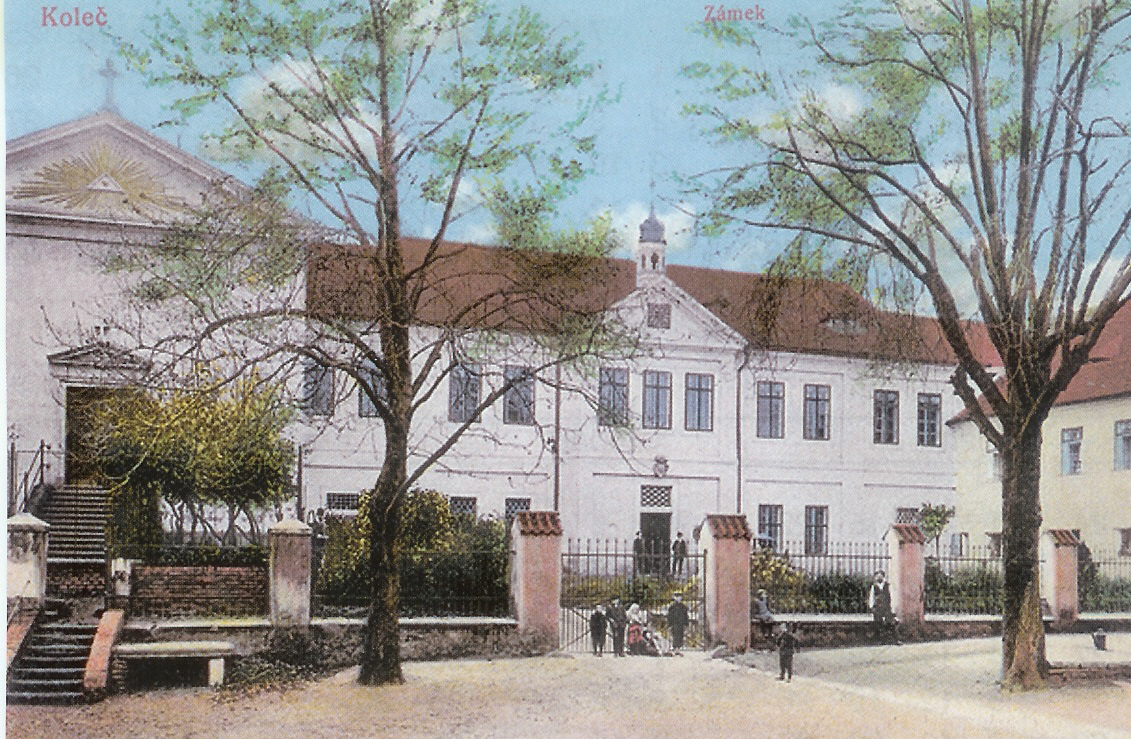
Het kasteel (ongeveer 1910)

Het kasteel werd tussen 1711 en 1713 gebouwd op de plaats van het oorspronkelijke 16e-eeuwse fort. De eerste eigenaar van het landgoed was de familie Ubelli uit Siegburg, die in 1715 de kasteelkapel liet inwijden door bisschop Daniel Josef Mayer von Mayern, de latere bisschop van Praag.
In de oostvleugel van het gebouw is een slotkapel van de Heilige Drie-eenheid gevestigd, die tussen 1898 en 1899 werd vergroot. Oorspronkelĳk was deze kapel open voor alle inwoners uit het dorp. In 1918 kwam het kasteel onder staatsrechtelĳk bestuur. In 1989 werd het kasteel verkocht aan nieuwe eigenaren die het kasteel als onderpand voor een banklening gebruikten. Hierdoor raakte het in verval, waarna het op de lĳst met meest bedreigde monumenten van Kladno terechtkwam.
In juli 2008 vond een gedwongen veiling plaats en werd het kasteel aangekocht door het Kolečfonds voor een bedrag van meer dan 5 miljoen Tsjechische kronen (zo'n €200.000). Door middel van dit fonds kon begonnen worden met renovatiewerkzaamheden van de belangrĳkste delen. De start hiervan was op 30 oktober 2011. Na een moeizame start slaagde het fonds erin om subsidies van honderdduizenden kronen per jaar te krijgen van het Ministerie van Cultuur en het Staatsfonds voor Landbouwinterventies. Het kasteel werd voorzien van een nieuw dak en de kapel werd gedeeltelijk gerepareerd. In 2015 diende de stichting een subsidieaanvraag in bij de Noorse fondsen van de EER, die meer dan 16 miljoen kronen toekenden. Hierdoor kon de vleugel van het kasteel worden gerenoveerd. In 2016 werd in het kasteel een bijenmuseum geopend.

## Galerĳ

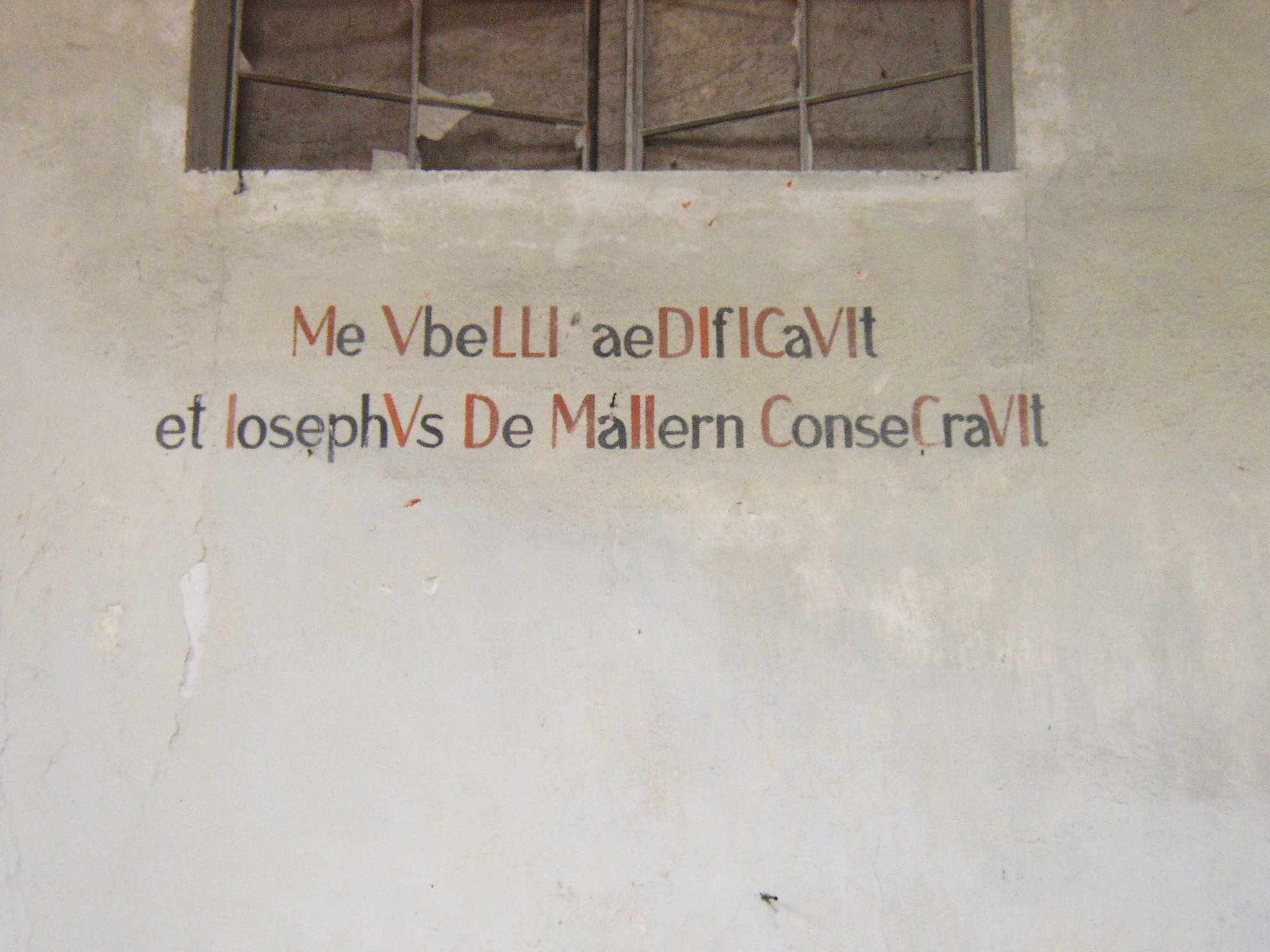
Latĳnse inscriptie in de slotkapel in de oostvleugel
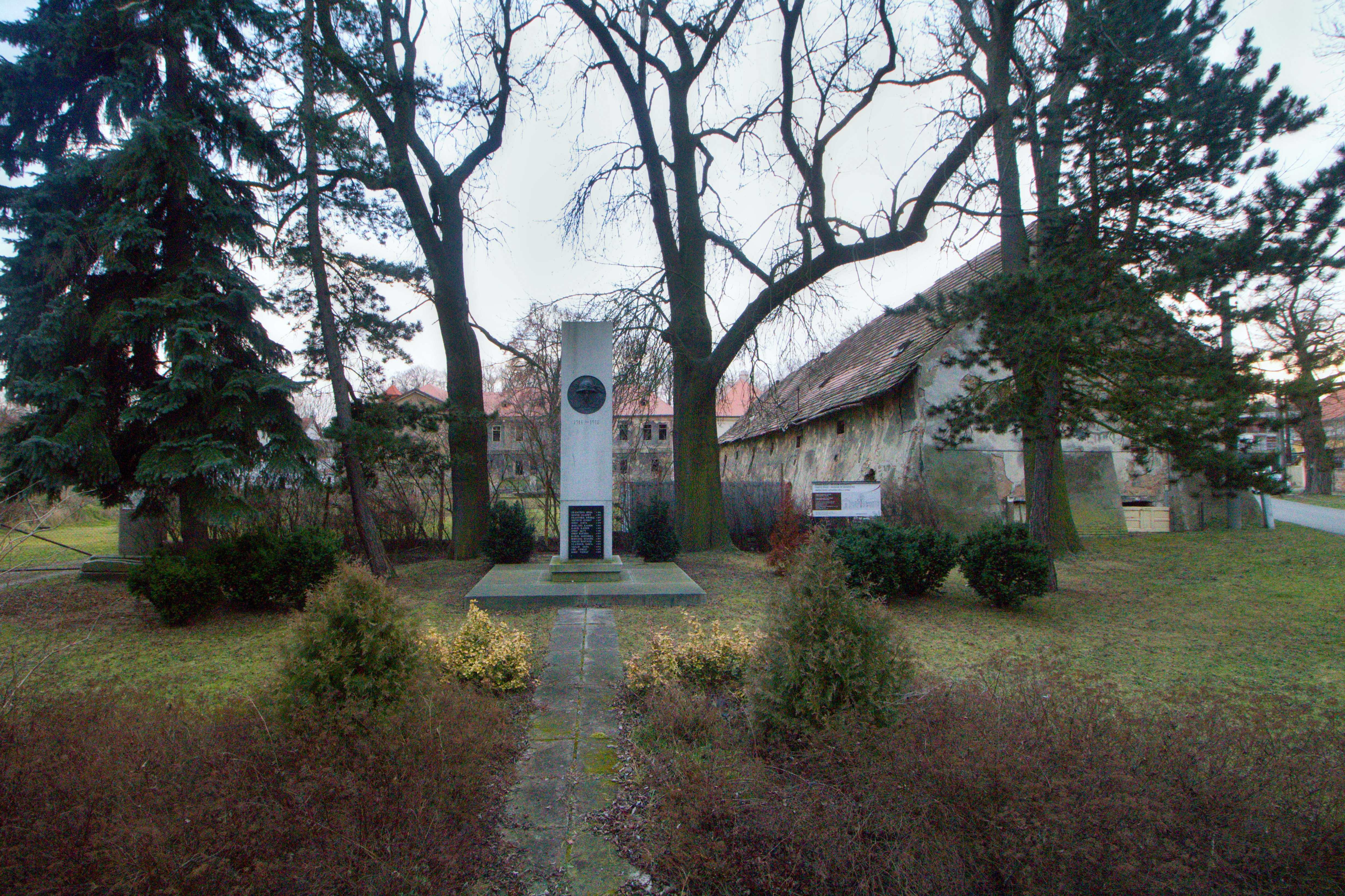
WO1-herdenkingsmonument bĳ het kasteel
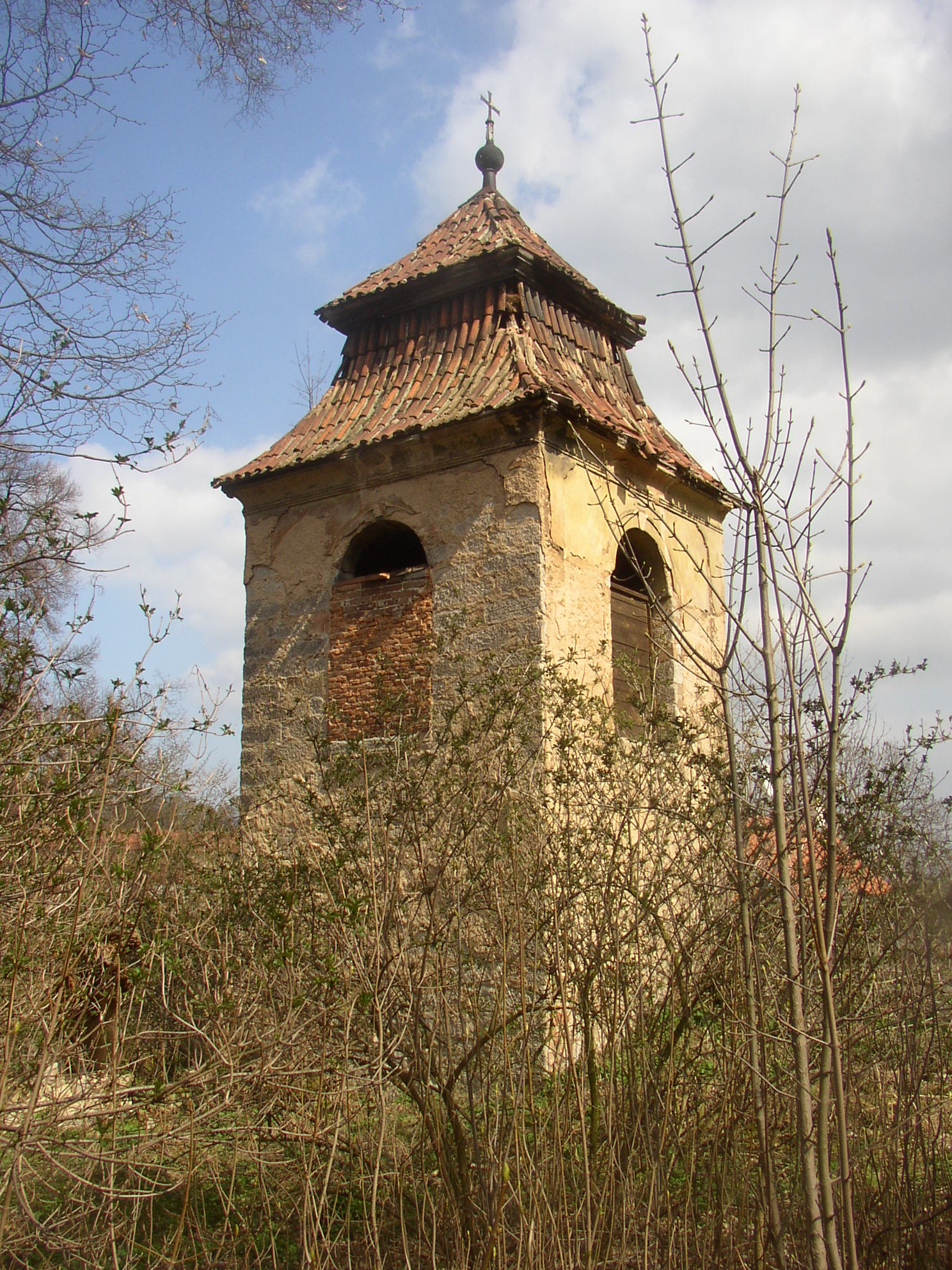
Kapeltoren vóór de renovatie (2008)
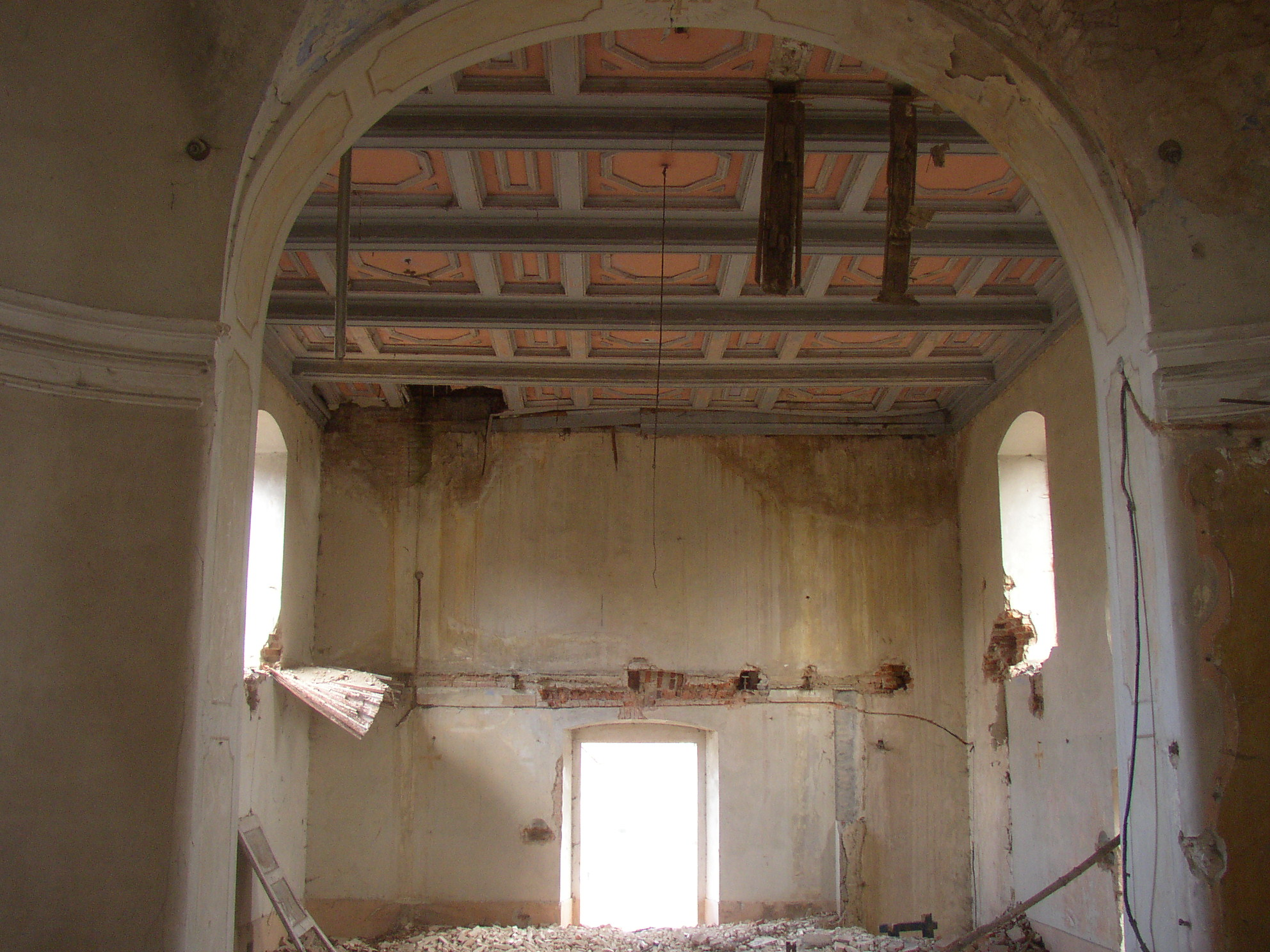
Kapelinterieur vóór de renovatie (2008)
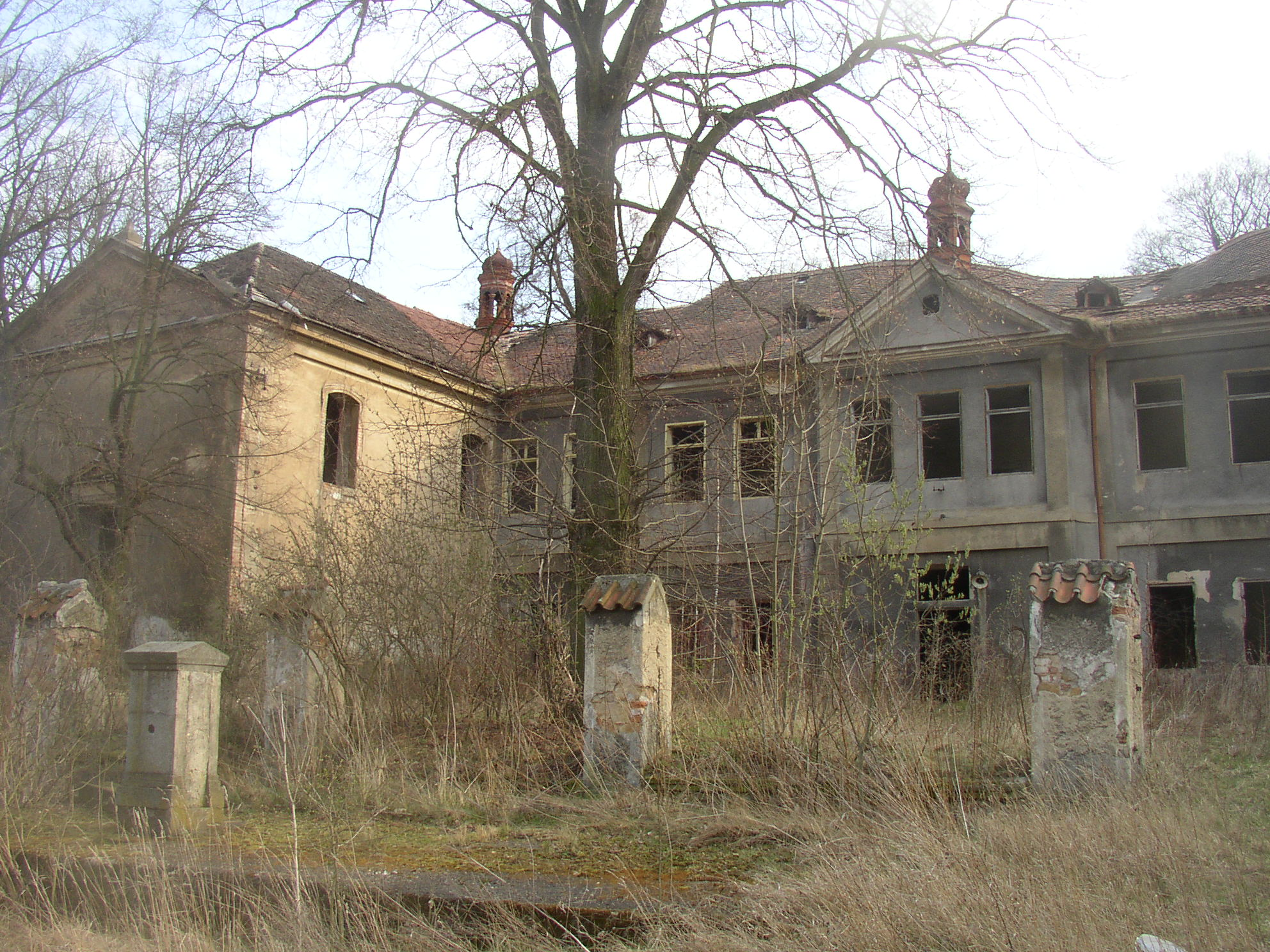
Kasteel vóór de renovatie (2008)
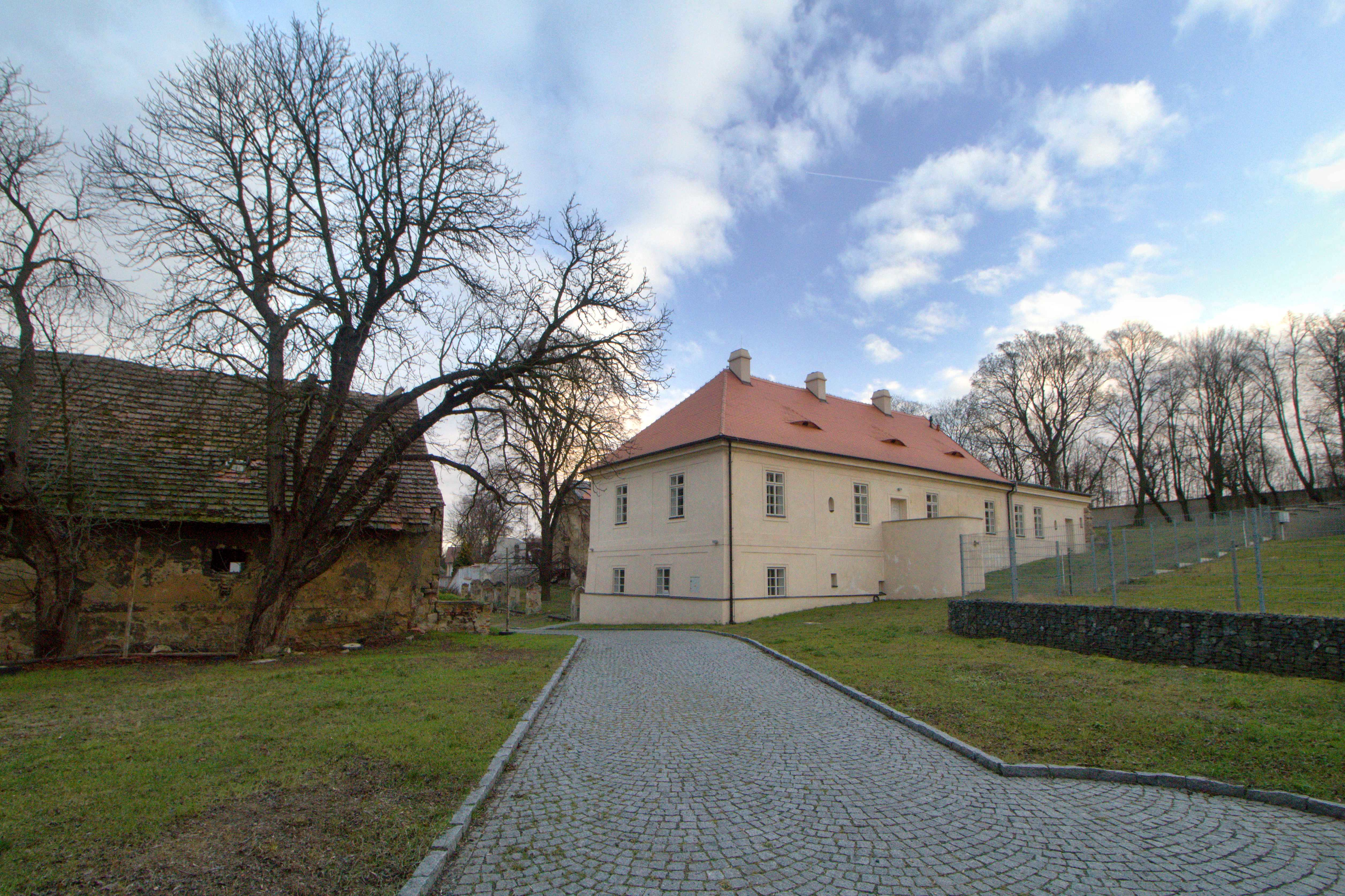
Gerestaureerd deel van het kasteel (2020)
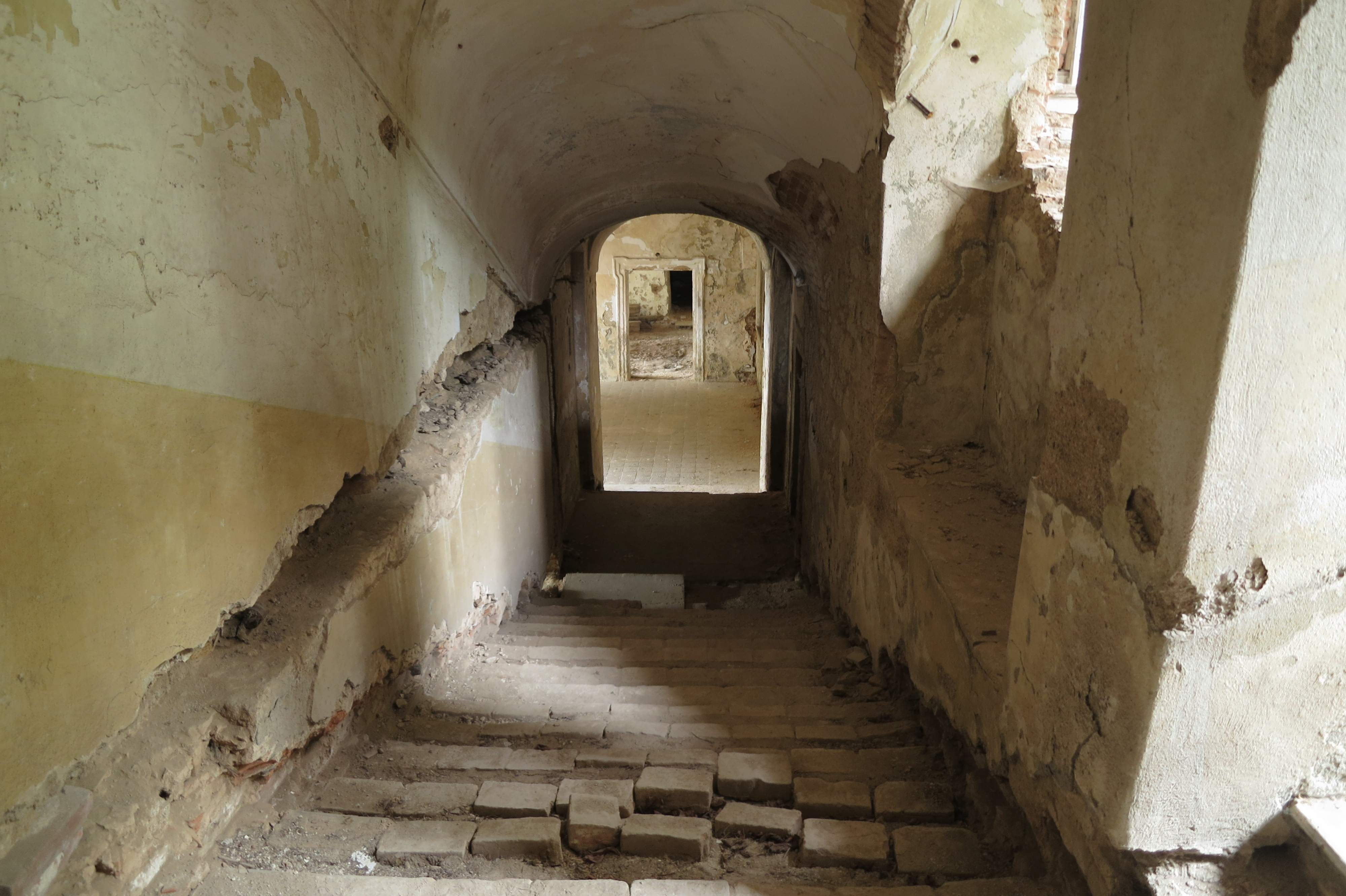
Nog niet gerenoveerde trap in het kasteel (2015)